# Timoteo Hikmat Beylouni
Timoteo Hikmat Beylouni (ur. 18 listopada 1945 w Aleppo) – duchowny Kościoła katolickiego obrządku syryjskiego, od 2011 egzarcha apostolski Wenezueli.

## Życiorys
Święcenia kapłańskie przyjął 26 listopada 1972. Po święceniach pracował jako wikariusz w rodzinnym mieście. W latach 1985–1990 wikariusz katedry w Bejrucie i sekretarz sądu kościelnego. W 1990 wyjechał do Wenezueli i pracował duszpastersko najpierw w Maracay, a następnie w Puerto La Cruz. Od 1998 nosił tytuł chorepiskopa, zaś od 2006 był protosyncelem miejscowego egzarchatu.
1 marca 2011 papież Benedykt XVI mianował go egzarchą apostolskim Wenezueli i nadał mu biskupstwo tytularne Sabrata. Sakry udzielił mu Ignacy Józef III Younan.